# Orel jestřábí
Orel jestřábí (Aquila fasciata, dříve Hieraaetus fasciatus) je středně velký druh orla, dravec z čeledi jestřábovitých.

## Taxonomie
- poddruh Aquila fasciata fasciata (Vieillot, 1822) – orel jestřábí středomořský
- poddruh Aquila fasciata renschi (Stresemann, 1932)

Jako další poddruh býval uváděn i orel savanový (Aquila spilogaster). Všechny tyto taxony jsou v některých jiných systémech řazeny do rodu Hieraaetus.

## Popis
- rozpětí samice: 165–180 cm
- rozpětí samec: 145–165 cm
- výška samice: 65–73 cm
- výška samec: 55–65 cm[3]

Je větší než samice jestřába. Dospělí ptáci mají tmavý hřbet s bělavou skvrnou (u některých jedinců chybí), spodek těla je světlý, s podélným skvrněním. Středem spodní strany křídla se táhne široký tmavý pruh. Ocas je dlouhý, se širokou koncovou páskou. Spodní křídelní krovky jsou při bližším pohledu bělavé a kořeny letek světlejší. Mladí ptáci mají vrch těla tmavohnědý, spodek světlejší; spodina křídel je světlá, špičky křídel černé. Postupně je zbarvení skvrnitější, plně vybarveni jsou ve třetím roce života.

## Rozšíření

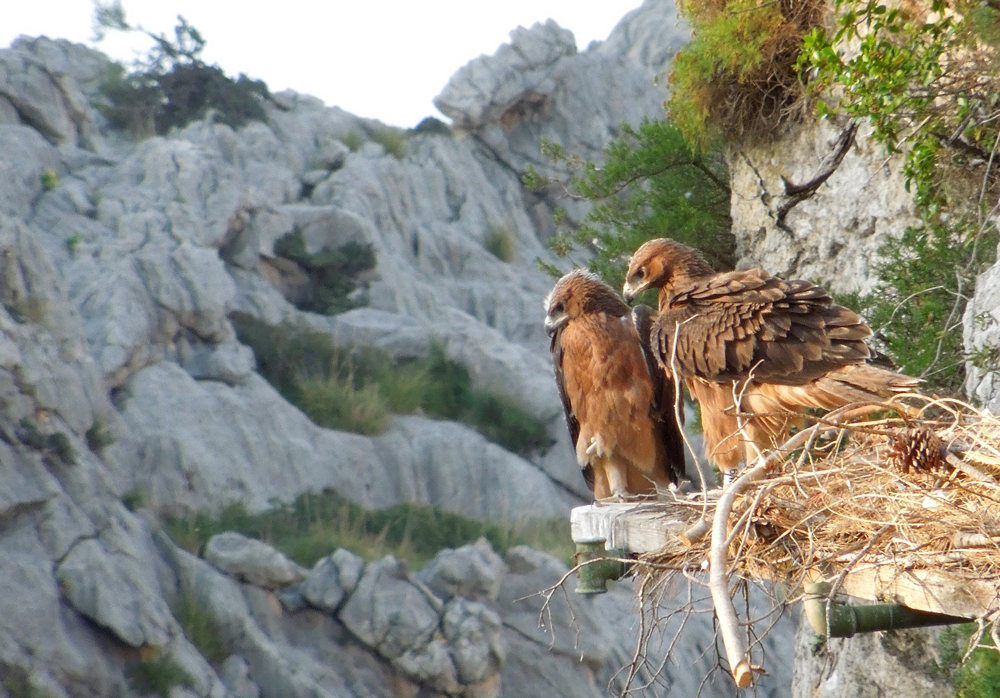
Mláďata na hnízdě

Stálý druh. Poddruh orel jestřábí středomořský (A. f. fasciata) obývá roztroušený areál od severní Afriky, Středomoří, přes Přední Asii po Indii, Barmu a Čínu. V Evropě se hojněji vyskytuje pouze ve Španělsku, méně hojný je v Portugalsku a v dalších zemích kolem Středozemního moře. Evropská populace čítá do 900 párů. Poddruh A. f. renschi je endemitem Malých Sund.

Vzácně zalétl také do České republiky, potvrzen byl pouze pětkrát.
Většinou obývá méně zalesněné oblasti (stepi, polopouště).

## Hnízdění

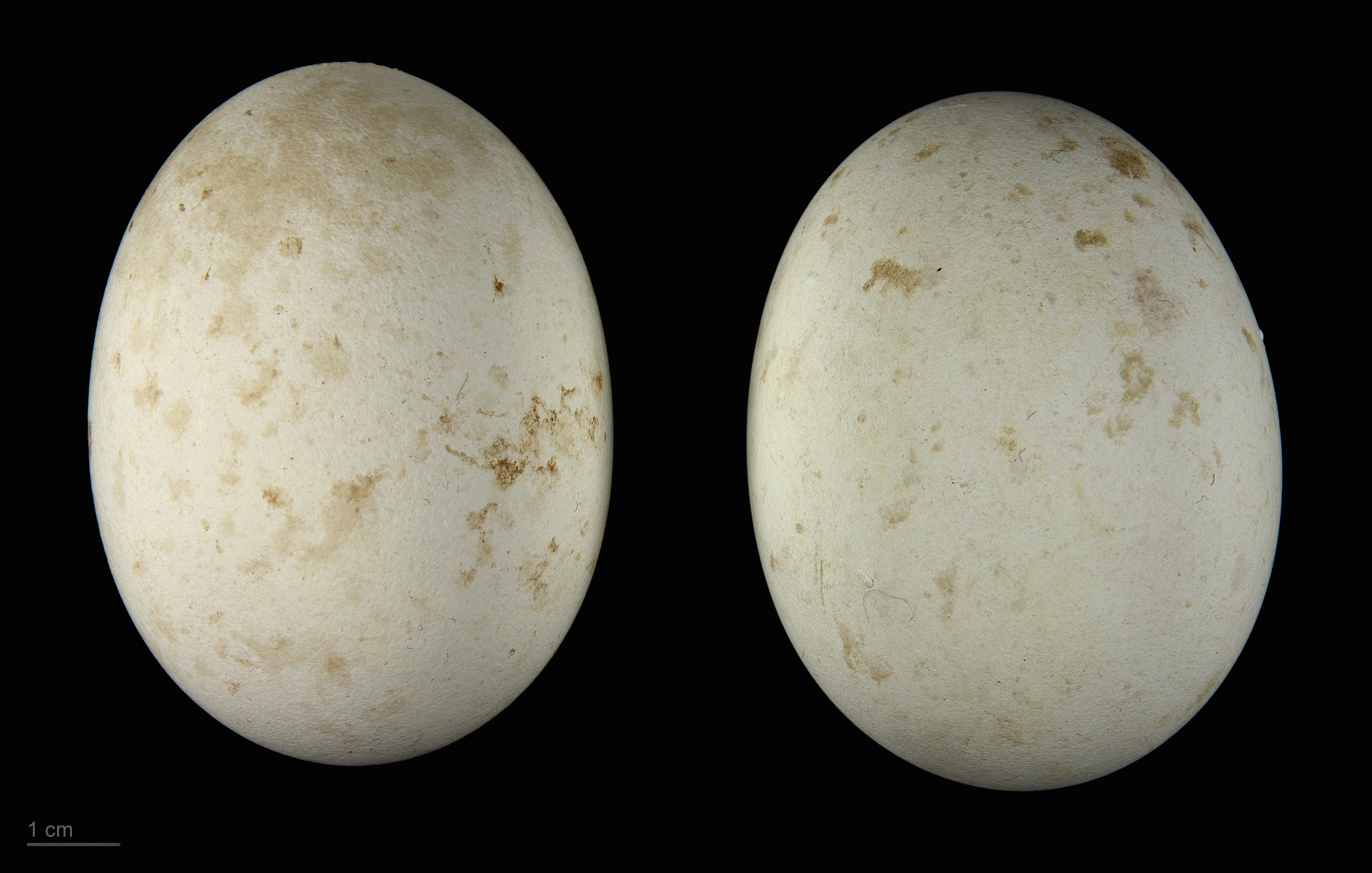
Aquila fasciata

Hnízda staví na skalách, řidčeji na stromech. Od února snáší obvykle dvě vejce, na kterých sedí většinou samice, a to 37–41 dní. Na hnízdě rodiče krmí 60–65 dní. Mláďata zůstávají s rodiči do příštího jara. Dospívají ve 4. nebo 5. roce života. Nejvyšší věk v zajetí je 18 let. Thiede uvádí dobu hnízdní péče 50–55 dní, z toho první čtyři týdny přináší potravu na hnízdo téměř výhradně samec.

## Potrava

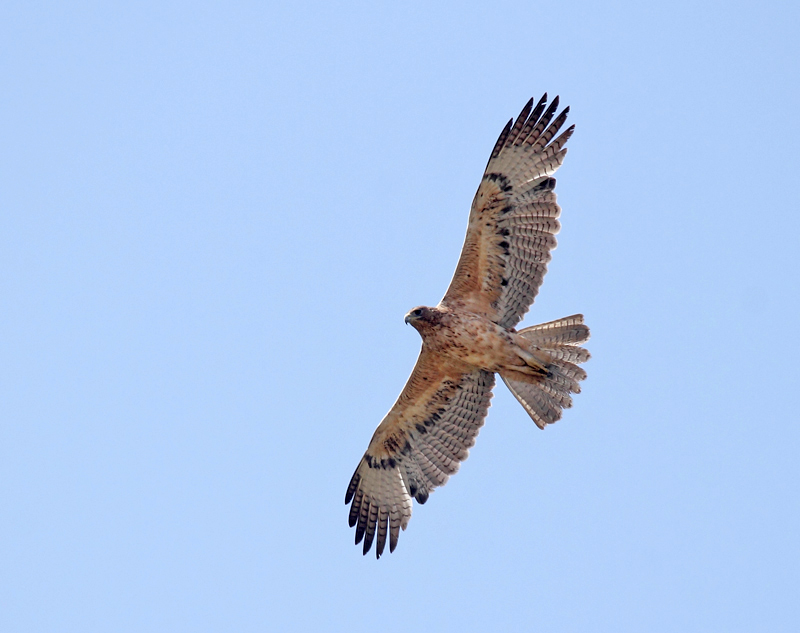
Mladý pták v letu

Potravu tvoří větší ptáci (orebice, holubi), savci (zajíc, králík, drobnější hlodavci), méně často ostatní obratlovci. Loví podobně jako jestřáb; je schopen několika způsobů lovu (ve vzduchu, na zemi…)

## České pojmenování
Historický český název je orel Bonellův.

Historie jména „orel“ sahá do období indoevropštiny; význam indoevropského základu slova (*er-, *or-, *orilo- aj.) je „orel“ nebo také „velký pták“, význam středohornoněmeckého Adel-ar je „vznešený orel“, příp. „vznešený pták“. Staročeské slovo „orlice“ neznamenalo samici orla, ale druh ptáka (orel). Dodnes se tohoto výrazu užívá v heraldice: jednohlavá je orlice, dvouhlavý je orel.